# Bruce Bueno de Mesquita
Pour les articles homonymes, voir Mesquita.
 (décembre 2018).
Bruce Bueno de Mesquita, né le 24 novembre 1946, est un expert en science politique américain. 
Il s'appuie notamment sur un modèle mathématique et informatique pour prévoir l'évolution d'une situation politique ou économique où se retrouvent impliquées de nombreuses personnes aux intérêts divergents.

## Biographie
Bruce Bueno de Mesquita fait ses études d'abord à l'université de la ville de New York, puis à l'université du Michigan, à Ann Arbor. Il commence alors à s'intéresser à la théorie des jeux et lit The Theory of Political Coalitions (en) (La Théorie des coalitions politiques, de William H. Riker, non traduit en français). Il parvient à rejoindre l'auteur en 1972 à l'université de Rochester, pour travailler sur l'application de modèles mathématiques à l'analyse politique.
En 1979, le département d'État américain (équivalent du ministère des Affaires étrangères) lui demande une analyse sur des résultats parlementaires en Inde, la première application de ses modèles, encore balbutiants à l'époque. Le résultat fournit par l'ordinateur est trop imprévu pour que l'on retienne sa réponse, bien qu'elle se révèle être la bonne par la suite.
En 1982, il crée avec A. F. K. Organski une société de conseil, qui propose l'utilisation du modèle politique dans la sphère économique. Bruce Bueno de Mesquita continue à réaliser une vingtaine de prédictions par an, notamment pour la CIA, qui lui en a demandé plus de 1200 à ce jour.
En 2005, le magazine Foreign Policy l'a classé parmi les dix experts en sciences politiques les plus influents au monde.

## Théorie et modèle mis en œuvre
Dans le domaine politique, il n'existe pas pour Mesquita d'institutions comme l'État ou de priorité globale comme l'intérêt national, juste des individus démarqués, qui tentent de gravir les échelons du pouvoir et de se maintenir à sa tête. Pour cela, ils doivent se rallier une partie de l'opinion publique (de manière différenciée dans une dictature ou une démocratie).
Aussi de Mesquita commence par déterminer quels sont les acteurs principaux susceptibles d'influencer le résultat d'une question politique ou économique (le nucléaire iranien par exemple), qui sont fréquemment une quarantaine. Il suppose, comme dans toute théorie des jeux, que les « joueurs » sont rationnels et égoïstes : ainsi il n'est pas nécessaire de posséder des connaissances psychologiques sur la personne ou historiques, voire culturelles sur le pays : de Mesquita n'a besoin que de définir pour chaque acteur la valeur (entre 0 et 100) de quatre variables : 
1. quel résultat la personne souhaite-t-elle ?
2. fera-t-elle des efforts pour y parvenir ?
3. quelle influence peut-elle exercer sur les autres ?
4. est-elle fermement déterminée ?

À partir des réponses à ces questions, que de Mesquita engrange grâce à des experts ou par la presse, son modèle mathématique effectue les calculs par ordinateur et donne un résultat, qui correspond au point de stabilité où tous les acteurs auront fait le maximum d'efforts pour converger sur une question en fonction de leurs alliances, de la situation à long terme, etc..

## Résultats et critiques
D'après Stanley Feder, qui a publié un rapport sur les prévisions de Mesquita, les prévisions de ce dernier détiennent le même taux de réussite que celle des analystes de la CIA, mais elles sont plus précises.

## Publications
- (en) The War Trap, New Haven, Yale University Press, 1981, 223 p. (ISBN 0-300-03091-6, présentation en ligne)
- Forecasting Political Events: The Future of Hong Kong (with David Newman and Alvin Rabushka). New Haven: Yale University Press, 1985.  (ISBN 9780300042795) (OCLC 11970890)
- Predicting Politics. Columbus, OH: Ohio State University Press, 2002.  (ISBN 9780814259849) (OCLC 804351067)
- (en) The Logic of Political Survival, Cambridge, MIT Press, 2003, 536 p. (ISBN 0-262-52440-6, présentation en ligne) (avec Alastair Smith, Randolph M. Siverson, James D. Morrow)
- (en) The Strategy of Campaigning : Lessons from Ronald Reagan and Boris Yeltsin, Ann Arbor, University of Michigan Press, 2007, 338 p. (ISBN 978-0-472-03319-5, lire en ligne) (avec Kiron K. Skinner, Serhiy Kudelia, Condoleezza Rice)
- (en) The Predictioneer's Game : Using the Logic of Brazen Self-interest to See and Shape the Future, Random House, 2009, 248 p. (ISBN 978-1-4000-6787-9 et 1-4000-6787-1, OCLC 290470064)
- (en) The dictator's handbook : why bad behavior is almost always good politics, New York, Random House, 2011, 319 p. (ISBN 978-1-61039-044-6, OCLC 701015473)